# Aeroporto di El Palomar
L'aeroporto di El Palomar (Aeropuerto El Palomar in spagnolo) è uno scalo aereo internazionale situato nell'omonima città della provincia di Buenos Aires che serve la capitale argentina e la sua vasta area metropolitana.
È il terzo aeroporto più importante tra quelli che servono Buenos Aires dopo Ezeiza e Aeroparque.

## Storia
L'aeroporto fu inaugurato il 20 luglio 1910 grazie ad una donazione da parte della famiglia del pioniere dell'aviazione argentina Jorge Newbery. Divenne sede della I Brigata Aerea dell'aeronautica militare argentina nel 1949. Nel 2010 l'aeroporto fu temporaneamente aperto al traffico civile a causa del congestionamento dell'Aeroparque Jorge Newbery.
Nel 2017 Flybondi, la prima compagnia low-cost argentina, annunciò di aver scelto El Palomar come aeroporto di riferimento per l'area di Buenos Aires. Dopo Flybondi una seconda compagnia a basso costo, la JetSmart, ha deciso di spostare alcune rotte su questo scalo.
L'arrivo di un consistente numero di voli ha fatto sì che El Palomar scalasse rapidamente le classifiche degli aeroporti argentini. Nel dicembre 2018 furono aperte le prime rotte internazionali low-cost per l'Uruguay, il Paraguay ed il Cile. Nel 2019, un anno dopo la sua apertura ai voli a basso costo, El Palomar ha presentato un aumento dei passeggeri del 165,3%, piazzandosi così al sesto posto tra gli aeroporti argentini più trafficati.

## Accessibilità
L'aeroporto è situato a 200 metri dalla ferrovia suburbana San Martín e a 2 km dall'autostrada Acceso Oeste.